# Опергруппа в деревне
«Опергруппа в деревне» — шестая книга Андрея Белянина из серии «Тайный сыск царя Гороха».

## Аннотация
Лейтенант Никита Ивашов, Баба-яга и Митька отправились в деревню в отпуск, надеясь хорошенько отдохнуть от дел, но не тут-то было. В деревне начинают твориться сверхъестественные вещи: на обеденный стол оперативникам попадает отравленная соль, русалки в реке пытаются предотвратить апокалипсис, начинают исчезать люди, таинственный человек в чёрном плаще стреляет в участкового… Вот такой отдых в русской деревне!

## О книге
Алла Гореликова («Мир фантастики») отмечает, что несмотря на небольшой объём книги, она написана на должном уровне, как и другие книги этой серии. Критики также отмечают, что деревня Подберёзовка, в которой происходит действие, символизирует тысячи российских деревень с их извечными проблемами, первой из которых является пьянство.

## Персонажи
- Никита Иванович Ивашов — младший лейтенант милиции, сыскной воевода при царе Горохе.
- Баба-яга — эксперт-криминалист опергруппы.
- Дмитрий Лобов — младший сотрудник Лукошкинского отделения милиции. Не особо блистающий умом, но службу в милиции любящий безоглядно!
- Прошка и Ерошка — двое братьев, нашедшие могилу Карги Гордыни, засыпанную солью и решившие, что открыли новое месторождение. Продают эту ядовитую соль деревенским.
- Карга Гордыня — Бывшая жена Кощея, от которой тот хотел избавиться.
- Кащей — Бессменный (и бессмертный) злодей, ненавидящий Ивашова и весь человеческий род. В этот раз, однако, пришёл просить помощи у милиции.
- Мама Мити - Что тут говорить? Мама она и есть мама. Митя её очень любит, просится в отпуск, только бы её увидеть.
- Дьяк Груздев — Нечего о нём и говорить. Его все и так знают как облупленного. И ведь именно в него влюбилась мама Митяя.
- Маняша — Кузнецова дочь. Впоследствии — девушка Митьки.

Второстепенные лица:
- Староста.
- Русалки — Уна и Дина.
- Отец Маняши. По профессии — кузнец.